# Collaboration policière sous le régime de Vichy
Pour un article plus général, voir Collaboration en France.
 (mars 2016).

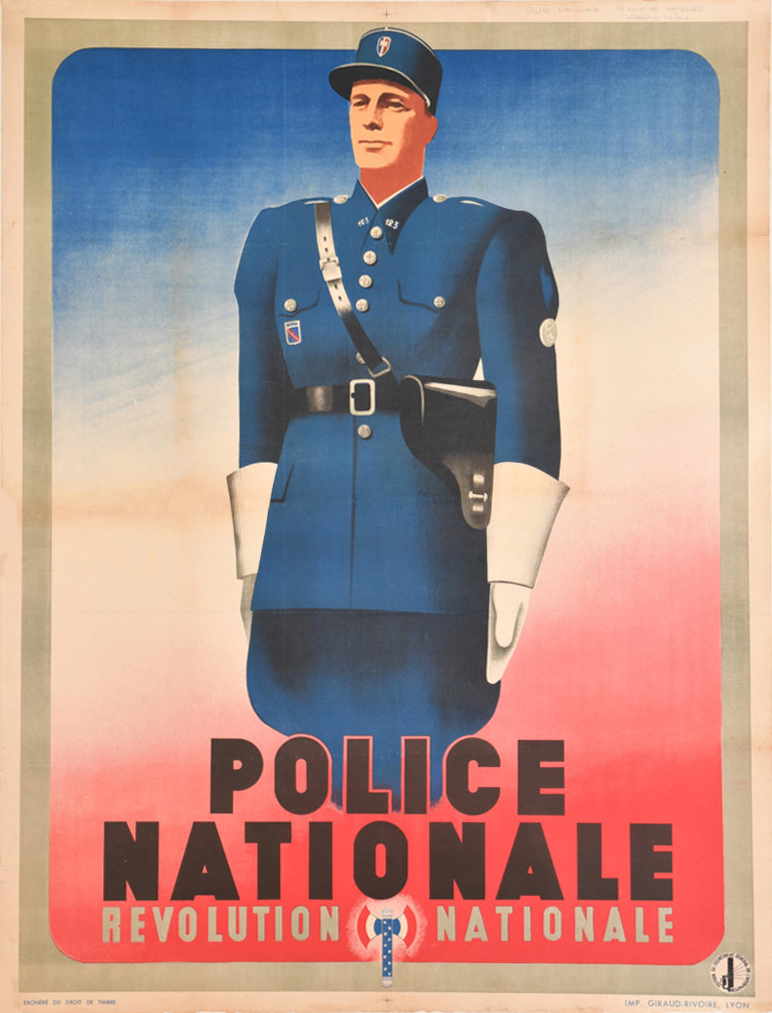
« Police nationale Révolution nationale. »
Affiche de propagande pour le recrutement de la Police nationale dans le cadre de la Révolution nationale du régime de Vichy, fin 1941 - début 1942.

Le régime de Vichy choisit la voie de la « collaboration » avec le Troisième Reich. Cette collaboration prend plusieurs formes : économique, policière et culturelle.
À la suite de l'armistice du 22 juin 1940, la France métropolitaine est divisée en deux zones, la zone occupée et la zone dite « libre ». L'ensemble du territoire est sous l'autorité du gouvernement de Vichy dirigé par le maréchal Pétain.

## Prestation de serment

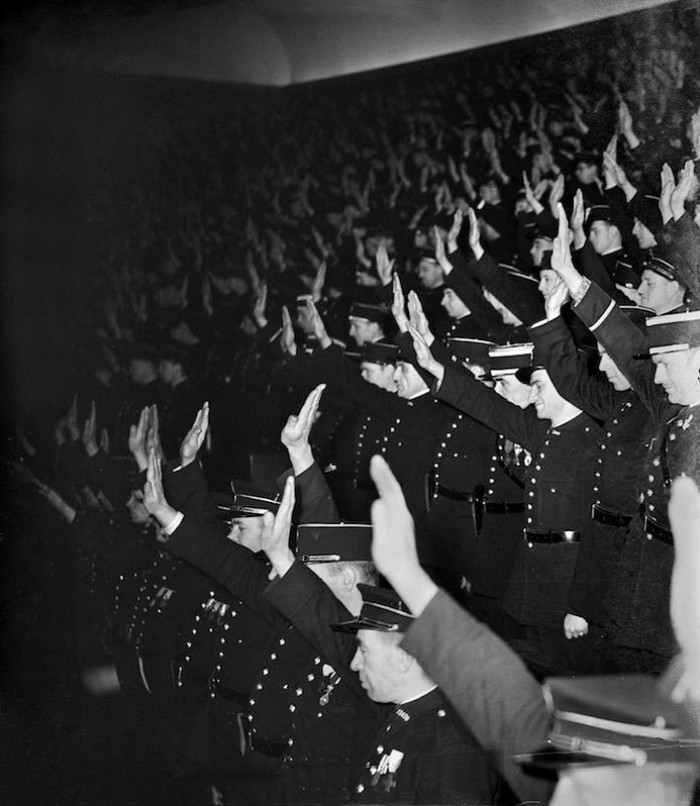
Prestation de serment des agents de police
(palais de Chaillot, janvier 1942).

Le 14 août 1941, un décret signé par Pétain enjoint à tous les fonctionnaires de lui prêter serment de fidélité. Une cérémonie officielle a lieu pour la police le 20 janvier 1942, au cours de laquelle 3 000 délégués de la garde de Paris, de la Police nationale et de la préfecture de police se réunissent dans la grande salle du Palais de Chaillot, sous la présidence de Pierre Pucheu, ministre de l'Intérieur,. Après que la Musique des gardiens de la paix a joué La Marseillaise, le serment est prêté en ces termes : « Je jure fidélité à la personne du chef de l'État en tout ce qu'il commande dans l'intérêt du service, de l'ordre public et pour le bien de la patrie ». Ce à quoi répondent tous les policiers présents en levant le bras et en disant : « Je le jure ».

## Collaboration et Shoah
La collaboration de la police française dans la zone occupée par l'Allemagne est décisive pour la mise en œuvre de la Shoah, entreprise d'extermination des Juifs par les nazis. L'Allemagne hitlérienne se sert de la police française pour faire régner l'ordre et réprimer les résistants (particuliers ou affiliés aux mouvements gaullistes, communistes, juifs, etc.). Soucieuse d'éviter une rébellion massive de la population française, la Gestapo pense que le risque sera moindre si, au lieu qu'elle se charge elle-même des opérations, la police française le fait.
Ainsi la police est chargée du recensement des Juifs, de leur arrestation et de leur rassemblement dans les camps (Drancy, etc.) d'où ils sont envoyés en camps d'extermination, réquisitionnant pour cela, à Paris les bus, et sur l'ensemble du territoire français des trains de la SNCF.

## Le rôle de René Bousquet
La collaboration policière est marquée par la période Bousquet, secrétaire général de la police française de mai 1942 au 31 décembre 1943. Nommé deux jours après le retour de Pierre Laval au pouvoir, Bousquet réorganise les forces de l'ordre françaises qu'il unifie sous son commandement, créant la Police nationale puis les Groupes mobiles de réserve (GMR), ancêtres des CRS.
Il passe notamment un accord, en juillet 1942, avec le général SS Carl Oberg, Polizeiführer dont les bureaux sont situés avenue Foch à Paris. Aux yeux de Bousquet, celui-ci vise à maintenir l'« indépendance » de la police française : il argumente ainsi en faveur de la « répression à la française », ce qui ne laisse pas Oberg insensible. En effet, la population civile, et d'abord les Juifs étrangers, premières victimes de la répression, se méfient moins des autorités françaises que de la Gestapo. Mais cette indépendance reste un leurre, puisqu'elle ne fonctionne que par une collaboration accrue entre les deux polices.
Bousquet est finalement évincé, et remplacé par Joseph Darnand, à la tête de la Milice, qui complète le dispositif policier mis en place par Vichy.

## La collaboration sous Vichy
L'entrevue de Montoire du 24 octobre 1940 entre le maréchal Pétain et Adolf Hitler, dont le but est de manifester la bonne volonté française afin d'obtenir des concessions, ne débouche sur aucun résultat concret : juste après l'entrevue, sur ordre du Gauleiter Joseph Bürckel, près de 100 000 Mosellans sont expulsés de Moselle (annexée de facto) vers le territoire de la France resté sous la responsabilité du gouvernement français. De plus, 6 500 Juifs allemands, que les nazis ne veulent pas interner dans leur propre pays, sont raflés au Palatinat et en Bade-Wurtemberg, pour être confiés au gouvernement de Vichy. Celui-ci les interne au camp de Gurs, en zone sud.

### La chasse aux communistes et autres dissidents
L'URSS ayant signé au début de la Seconde Guerre mondiale, le 23 août 1939, avec l'Allemagne hitlérienne un pacte de non-agression, le Pacte germano-soviétique, la direction du Parti communiste français (PCF), suivant la politique de Staline, adopte une ligne d'opposition à la guerre, considérée comme une « guerre interimpérialiste » allant à l'encontre des intérêts de la classe ouvrière. Le PCF est interdit par le gouvernement Daladier, le 26 septembre 1939, après son approbation de l'invasion de la Pologne par l'Armée rouge, et il est donc contraint à la clandestinité. De nombreux militants communistes sont arrêtés sous l'accusation de sabotage, de démoralisation de l'armée, en un mot d'affaiblissement des arrières. Il en est de même des élus communistes qui refusent de dénoncer le Pacte germano-soviétique.
Après la défaite de la France en juin 1940, l'occupant maintient en détention les communistes incarcérés. La chasse aux communistes est une priorité du régime de Vichy dans le cadre de la mise en œuvre de la « Révolution nationale ». Aussi, dès l'automne 1940, le PCF subit une vague de répression menée par la police française et facilitée par la politique de légalisation qui a prévalu pendant l'été 1940. Jusqu'en mars-avril 1941, la revendication nationale, anti-allemande, n'est pas prioritaire pour le PCF par rapport à la revendication sociale (voir : Histoire du Parti communiste français – Premiers mois de l'occupation).
La police du régime de Vichy arrête les résistants allemands au nazisme qui se sont réfugiés en zone sud, puis les livre aux nazis (c'est le cas par exemple de Rudolf Breitscheid, Rudolf Hilferding et Johanna Kirchner).
De janvier à juin 1941, la police spéciale enquête sur la réorganisation du Parti communiste d'Autriche (KPÖ) dans le Sud-Ouest.
Du 26 mai au 9 juin 1941 a lieu la grève des mineurs du Nord et du Pas-de-Calais dont les principaux animateurs sont Charles Debarge, M. Brulé, E. Ferrari, qui sont fusillés ou assassinés, et Émilienne Mopty, décapitée. Les Allemands font 327 arrestations.
Avec le déclenchement de l'opération Barbarossa et l'entrée en guerre de l'Union soviétique, la résistance communiste entre en action en organisant des attentats contre les occupants allemands et diverses actions (voir, par exemple : Pierre Georges – Résistance). C'est alors que les nazis demandent explicitement au régime de Vichy de se charger de la répression. Les militants arrêtés par la police française sont livrés aux forces d'occupation. Les nazis utilisent les détenus communistes dans leur politique de répression en fusillant des otages « Judéo-bolcheviks » (voir, par exemple : Représailles après la mort de Karl Hotz).
En octobre 1941, le ministre de l'Intérieur Pierre Pucheu crée le Service de police anti-communiste (SPAC) qui devient en juin 1942 après son départ, le Service de répression des menées antinationales (SRMAN), dirigé par Charles Detmar.
En outre, dès l'armistice de juin 1940, les Allemands viennent chercher dans les camps de prisonniers de guerre les républicains espagnols, sans que l'État français ne proteste. Ces derniers sont la seule catégorie recherchée par les nazis dans les camps de prisonniers, et la plupart sont déportés dans le camp de concentration de Mauthausen. Par ailleurs, Vichy met aussi sur pied une police antimaçonnique.

### La persécution des Juifs

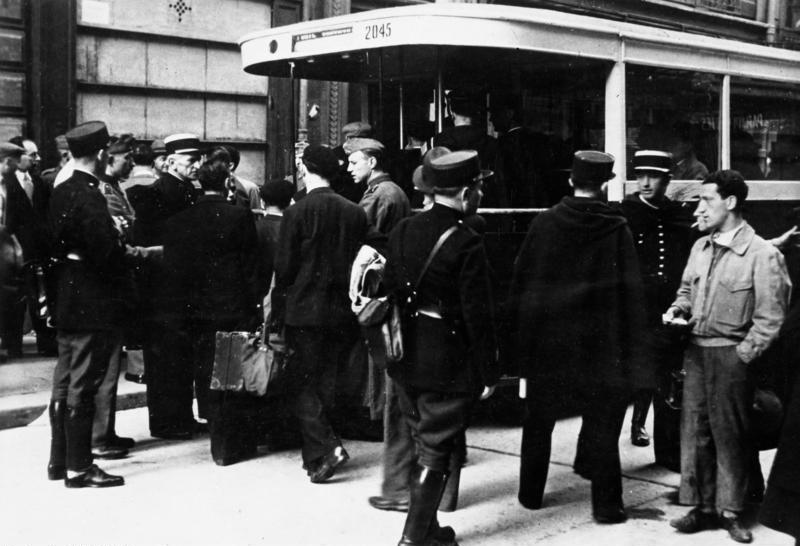
Arrestation de Juifs à Paris par des policiers français le 20 août 1941.

Le gouvernement de Vichy mène une politique de restriction des droits des Juifs dès son installation, sans que les Allemands n'expriment la moindre demande. Dès juillet 1940, le ministre de la Justice Raphaël Alibert crée une commission de révision des 500 000 naturalisations prononcées depuis 1927, en vertu de la loi du 22 juillet 1940. Le retrait de la nationalité concerne 15 000 personnes dont 40 % de Juifs. En outre, l'abrogation du décret Crémieux prive 100 000 Juifs d'Algérie de la citoyenneté française.
En zone nord, sous contrôle allemand, l'ordonnance du 18 octobre 1940 place sous séquestre les entreprises et biens appartenant aux Juifs absents ou arrêtés. Cette ordonnance impose aussi aux personnes souhaitant fonder un journal de fournir des preuves de leur « aryanité » depuis au moins trois générations.
Jusqu'en novembre 1942, date de l'occupation de la zone « libre » à la suite du débarquement allié en Afrique du Nord, la situation des Juifs n'est pas exactement la même en zone nord et en zone sud. Les lois anti-juives s'appliquent sur l'ensemble du territoire, mais en zone occupée s'ajoutent des décrets allemands. L'étoile jaune, qui permet d'arrêter, de brimer et d'interner tout Juif qui n'obéit pas à l'obligation de la porter, n'est imposée qu'en zone nord. En revanche, Vichy interne dès 1940 nombre de Juifs étrangers dans les camps du sud, sans demande expresse des autorités allemandes. La racialisation du régime de Vichy s'accélérera tout au long de la guerre.
Par ailleurs, à la suite de l'interdiction par les Allemands des postes radios, la police française se charge dès le 26 juin 1940 d'appliquer cette mesure. De même, elle fait appliquer l'interdiction de la photographie en plein air, et à partir du 16 septembre 1940, celle des élevages de pigeons voyageurs. De plus, ils remettent les tracts anti-allemands à la Kommandantur à partir du 14 septembre, et, à la suite d'une ordonnance du 10 octobre 1940, doivent prévenir les nazis des actes de sabotage. Ils transmettent aussi, à partir du 15 octobre 1940, aux forces d'occupation tout ce qui a trait aux ressortissants allemands inculpés de quelque délit que ce soit. En outre, ils surveillent la frontière entre les deux zones, nord et sud, et veillent à la suppression quasi complète du droit d'association — à la suite d'une ordonnance du 28 août 1940 —, ainsi que de l'interdiction de toute réunion publique, cortège ou manifestation.

### Les Juifs français
En octobre 1940, le Conseil des ministres promulgue le premier Statut des Juifs : les citoyens juifs français sont exclus de la fonction publique, de l'armée, de l'enseignement, de la presse, de la radio et du cinéma. Les Juifs, « en surnombre », sont exclus des professions libérales. Le deuxième Statut des Juifs, de juin 1941, est encore un peu plus restrictif : il allonge la liste des professions d'où sont exclus les Juifs et établit un numerus clausus limitant la proportion de Juifs à 3 % dans l'Université et 2 % dans les professions libérales. Enfin, en juillet 1941, les Juifs doivent céder leurs droits sur les entreprises à des « Aryens ». Les Allemands avaient appliqué cette mesure en zone occupée depuis octobre 1940. Un Commissariat général aux questions juives, sous la direction de Xavier Vallat, est créé en mars 1941. Sa mission est de veiller à l'application de la législation anti-juive, élément essentiel de la répression étatique. Selon les mots d'Asher Cohen :

« Sans cette législation sanctionnée par un gouvernement français respecté parce que légitime, les déportations ultérieures étaient presque impensables, en tous cas, bien plus compliquées à exécuter… L'aryanisation semble être le domaine où une certaine efficacité fut obtenue et où les résultats furent impressionnants. Les Juifs furent effectivement écartés de la vie économique de la nation, apparemment sans grande difficulté. »

### Les Juifs étrangers
Quant aux Juifs étrangers, ce qui comprend également ceux dénaturalisés à la suite de la loi du 22 juillet 1940, ils sont considérés comme n'ayant pas vraiment leur place en France. À partir du 4 octobre 1940, les préfets peuvent interner les étrangers de « race juive » dans des « camps spéciaux » ou les assigner à résidence. En février 1941, 40 000 Juifs étrangers croupissent dans une série de camps : Les Milles, Gurs, Rivesaltes… Ils sont 50 000 en zone sud au printemps 1942. En juillet 1940, alors que la « Solution finale » n'est pas encore à l'ordre du jour, les Allemands ont expulsé 20 000 Juifs d'Alsace et de Lorraine vers la zone non occupée. Plus tard, à partir de 1942, lorsque des pressions commencent à s'exercer pour pouvoir mettre en œuvre la « Solution finale », le gouvernement français saura toujours se montrer conciliant pour livrer aux Allemands des Juifs étrangers. En citant une note du commissaire Savart, commandant du camp de Drancy, adressée à André Tulard, directeur du service des étrangers et des affaires juives à la préfecture de police, l'historien Maurice Rajsfus remarque que si…

« … Laval a fait savoir qu'il n'est pas question de rafler des Juifs français de souche, et encore moins de les déporter, […] nous apprenons […] que parmi les 900 internés partis pour Auschwitz [dans le convoi Drancy-Auschwitz du 26 juin 1942], il y a 150 anciens combattants dont 14 ont participé à la Première Guerre mondiale et 114 à la campagne de France en 1939-1940. En segmentant ce groupe, on a trouvé 65 Français d'origine et 47 naturalisés après 1936. L'auteur de la note souligne que le docteur Bloch, chevalier de la Légion d'honneur, a été spécialement ajouté au convoi par le SS Theodor Dannecker. Ce qui représente une façon comme une autre [observe Rajsfus] d'indiquer à Laval et à Bousquet que leurs gesticulations en faveur des Juifs français n'émeuvent pas les nazis. »

À partir de l'automne 1940, Laval commence à faire des concessions unilatérales aux Allemands, dans l'espoir d'être payé en retour d'une façon ou d'une autre.
L'amiral Darlan pousse la politique de collaboration un peu plus loin que ne l'a fait Laval en essayant de pratiquer avec Hitler la politique du donnant-donnant. En fait, Hitler ne sera jamais vraiment favorable à une collaboration avec les Français, et les concessions militaires et policières faites par Darlan n'obtiendront pas les contreparties politiques souhaitées.
En avril 1942, Laval revient au pouvoir et essaye de promouvoir la politique de la « Relève », c'est-à-dire le départ en Allemagne de jeunes travailleurs français dans le cadre du STO (Service du travail obligatoire), en échange du rapatriement de prisonniers dans la proportion d'un prisonnier pour trois ouvriers. À la suite de l'instauration du STO, nombre de jeunes Français s'engagent dans la Résistance ; d'autres, voulant échapper de même à l'exil en Allemagne, entrent en masse dans la police française.
Quelques mois plus tard, en novembre 1942, à la suite du débarquement allié en Afrique du Nord, baptisé opération Torch, la zone « libre » est envahie, et la France devient complètement vassalisée par l'Allemagne.
Dès 1940, des lois sur le statut des Juifs excluent ceux-ci de la société française, en créant une citoyenneté au rabais, tandis que nombre de Juifs étrangers sont internés, en zone sud, par le gouvernement de Vichy. La « Solution finale » au « problème juif », consistant à exterminer la totalité des Juifs, est décidée lors de la conférence de Wannsee du 20 janvier 1942, et mise en œuvre dès mars 1942, avec l'envoi d'un premier convoi de Juifs en Allemagne à partir de Compiègne, puis la rafle du Vel d'hiv des 16 et 17 juillet 1942. Les convois de Juifs sont constitués de 1 000 à 1 500 Juifs chacun, et un système de vase communicants se met en place entre les camps de concentration situés en France et les convois ferroviaires : Vichy interne en zone sud des Juifs étrangers, qui servent pendant une partie de la guerre comme une sorte de monnaie d'échange contre les Juifs dotés de la nationalité française — bien que les nazis ne respectent pas ce « marché », et déportent tout aussi bien Juifs français qu'étrangers, ne comprenant pas l'insistance politique de Pétain à vouloir protéger les ressortissants français, entêtement qui vise à prévenir un retournement de l'opinion publique. Lorsqu'Adolf Eichmann, chargé de l'organisation de la déportation en Europe, demande aux autorités nazies en France l'envoi d'un convoi, celles-ci le font savoir aux autorités de Vichy, qui organisent une rafle ou envoient de la zone sud un convoi acheminé par les trains réquisitionnés de la SNCF. Berlin décide de la logistique du rail, Vichy de remplir les wagons.

### Statistiques
Il y a en 1940 environ 330 000 Juifs en France métropolitaine, parmi lesquels 150 000 citoyens français et 150 000 étrangers. Sur les 150 000 Juifs français, 90 000 sont de vieille souche et parmi les 60 000 Juifs étrangers, souvent immigrés de l'Europe de l'Est, la moitié a été naturalisée dans les années trente. Entre le printemps 1942 et la Libération de 1944, 76 000 Juifs sont déportés vers les camps d'extermination, en 79 convois. 2 500 seulement reviendront. Un tiers sont des Juifs français, et deux tiers des Juifs étrangers. 14 % ont moins de 18 ans et 12 % plus de 60 ans. De mars à décembre 1944, 43 000 Juifs sont déportés en 43 convois, à destination d'Auschwitz. Les trois quarts viennent de la zone nord et le quart restant de la zone sud. En 1943, 17 000 Juifs sont déportés en 17 convois dont quatorze pour Auschwitz et trois pour Sobibor. La grande majorité des 75 000 Juifs déportés vers les camps de la mort le sont avec la participation active de la police française, le sort des Juifs étrangers, en particulier, étant complètement indifférent au régime de Vichy.
Ce sont en tout plus de 600 000 personnes, communistes, Juifs, étrangers, qui sont internées dans les camps français entre 1939 et 1945.

## La collaboration sous Bousquet

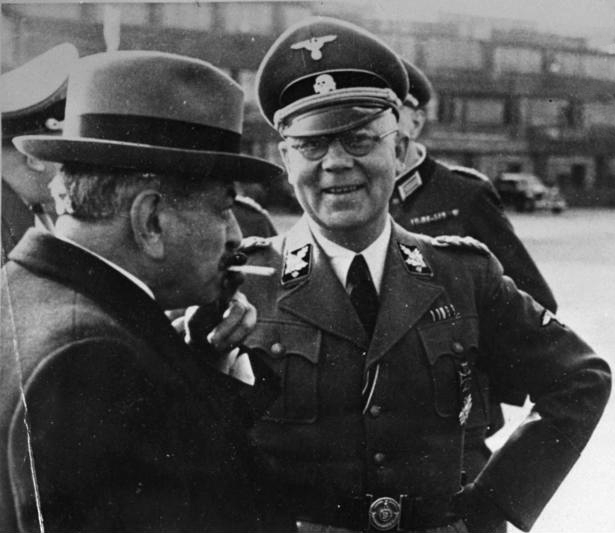
Pierre Laval et Carl Oberg à Paris, le 1 mai 1943.

Nommé deux jours après le retour de Pierre Laval au gouvernement, le 16 juillet 1942, le chef de la police nationale, René Bousquet et son adjoint Jean Leguay travaillent en étroite coopération avec le général SS Carl Oberg, chargé de la police allemande et des SS en France, et avec Helmut Knochen, officier supérieur de la Sicherheitspolizei à Paris. Mais Bousquet s'assure d'abord du commandement unifié de la police française.

### La réorganisation de la police

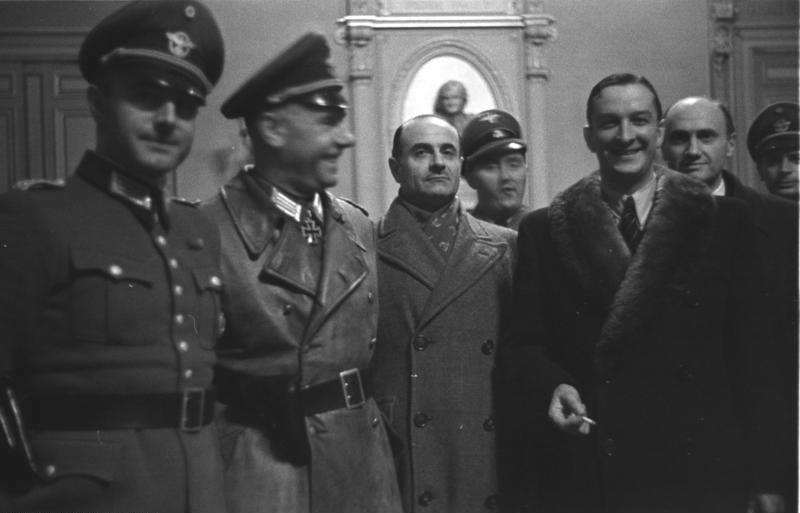
René Bousquet (à droite) durant une entrevue avec de hauts responsables de la SS, Marseille 1943.

Il s'occupe d'abord de la réorganisation de la police française, réalisée par la loi du 23 avril 1941 qui crée la police nationale. Celle-ci est divisée en trois sections: la Sécurité publique pour les corps de police urbains, la police judiciaire (PJ) et les Renseignements généraux (RG), unifiés sous une nouvelle direction générale chapeautée par Bousquet lui-même. Il obtient ainsi que tous les services de police soient réunis sous ses ordres, contrairement aux vœux du Commissaire général aux Questions juives Darquier de Pellepoix dont il supprime la police antijuive. Ce nouveau régime de la police est étendu à toutes les villes de plus de 10 000 habitants, tandis que le recrutement des policiers devient régional (échappant ainsi aux maires, pourtant nommés par Vichy : la police municipale de la Troisième République devient ainsi nationale, nommée par les préfets). Enfin, Bousquet obtient la création des Groupes mobiles de réserve (GMR, ancêtres des CRS), composés de 20 000 hommes. En outre, une école de la Police nationale est ouverte à Lyon. Des brigades spéciales, constituées de volontaires, sont aussi chargées des « affaires juives » et sont présentes dans chaque commissariat. « Préparée en collaboration avec la Gestapo » selon Maurice Rajsfus, cet appareil répressif, unifié sous la direction de Bousquet, sera complété plus tard par la Milice dirigée par Darnand qui remplace Bousquet. Deux lois additionnelles, le 13 et le 20 mai 1941, étendent les pouvoirs de la police, jusqu'à l'intéresser au domaine économique. Sans compter la gendarmerie et les GRM, la police nationale compte alors plus de 120 000 hommes, et arrête en quelques mois plus de 11 000 personnes pour des motifs politiques.
Les Brigades spéciales (BS) des Renseignements généraux, qui constituent 10 % des effectifs de chaque commissariat, sont spécialisées dans la traque aux « ennemis intérieurs », aux dissidents, prisonniers évadés, main-d'œuvre immigrée et plus tard réfractaires au STO. Ils forment des barrages filtrants dans le métro et pratiquent des contrôles au faciès. Pour autant, selon un policier résistant, responsable syndical après la guerre :

« Ce serait une explication simpliste que de vouloir faire porter à ces policiers plus « actifs » que les autres la responsabilité de l'intégralité des méfaits des forces de l'ordre, de 1940 à 1944. […] Il ne faut pas oublier que, de temps en temps, c'est au service général que la préfecture de police faisait appel pour arrêter des Juifs, particulièrement aux sorties des stations de métro. »

S'engageant à maintenir l'« ordre public », René Bousquet obtient par une lettre du 18 juin 1942, adressée au général SS Carl Oberg, la fin de la subordination directe de la police française à l'occupant allemand et un peu d'autonomie, en acceptant de les satisfaire de son mieux. Bousquet continue par la suite inlassablement à préconiser la « répression à la française ». Oberg loue l'efficacité technique de René Bousquet, approuvé par Reinhard Heydrich, chef de l'Office central de sécurité du Reich, qui conclut au regard de son expérience « qu'une large autonomie de la police et de l'administration réaliserait les meilleurs résultats ». Cette « autonomie », néanmoins, est un leurre, en ce que si la police française se charge du recensement des Juifs (« fichier Tulard »), de la mise en place de l'étoile jaune et des rafles, elle n'en obéit pas moins aux ordres des nazis.

### La Police aux questions juives et l'état d'exception
Par ailleurs, Pierre Pucheu, ministre de l'Intérieur, crée une Police aux questions juives (PQJ) par un arrêté du 19 octobre 1941 — non publié au Journal officiel : seuls le Commissariat général aux questions juives (CGQJ), la police nationale de Bousquet et la Gestapo sont au courant. Cette police spéciale dépend du cabinet du ministre de l'Intérieur. Elle est divisée en deux sections correspondant aux deux zones nord et sud. Elle a notamment comme attribut de faire respecter les dispositions du deuxième statut des Juifs, instauré par la loi du 2 juin 1941, ainsi que de renseigner les autres polices sur les activités des Juifs. Pierre Dupont est nommé chef de la PQJ pour la zone non occupée le 17 octobre 1941, Joseph Antignac est nommé à la tête de la PQJ de Limoges, Serge Kiriloff sur Toulouse et André Boyer sur Clermont-Ferrand. Enfin, le colonel Durieux est désigné comme chef de la PQG pour l'ensemble du territoire national. En outre, elle dispose d'un service juridique dirigé par François Luciani, qui tente de légaliser la situation conflictuelle entre le droit nazi et le droit de l'État français. Il innove ainsi dans la sphère du droit, en écrivant le 17 janvier 1942:

« Il peut arriver qu'il y ait conflit entre un texte français et un texte allemand, en zone occupée. Lequel des deux doit-on appliquer ? En droit, c'est la loi française malgré l'existence d'une ordonnance allemande en sens contraire. […] Les tribunaux continuent à rendre la justice au nom de l'autorité investie de la Souveraineté, les lois nouvelles sont promulguées par la même autorité et exécutées de la même manière que les anciennes. »

Se référant à l'ordonnance allemande du 10 mai 1940 pour les territoires sur le point d'être occupés (Belgique, Pays-Bas et France), il ajoute :

« Les ordonnances et règlements, arrêtés pendant l'Occupation par les chefs militaires, ont force de loi : ils priment tous ceux propres aux pays. La désobéissance contre les ordonnances et les règlements arrêtés par les chefs militaires allemands ne peut être excusée par le renvoi aux lois du pays. »

Chargé des questions juridiques à la PQJ, François Luciani légitime ainsi d'une part la soumission du droit français au droit nazi ; d'autre part, en affirmant que les ordonnances militaires nazies — qui relèvent donc du pouvoir exécutif — ont « force de loi », il justifie l'état d'exception. Comme l'ont analysé les philosophes Jacques Derrida et Giorgio Agamben, cette théorisation qui donne « force de loi » à ce qui n'est pas la loi est au centre de l'état d'exception, que le juriste nazi Carl Schmitt tente par ailleurs de théoriser en s'appuyant sur le Führerprinzip.
Ce « juridisme nazi » est, selon Hannah Arendt, un aspect central du génocide juif. Cette dernière soutient en effet, dans Les Origines du totalitarisme (1951), que le préalable à l'extermination des Juifs est la dépossession de leur statut de citoyen, les réduisant ainsi à la « vie nue » d'un être humain dénué de tout droit. Arendt renverse ainsi la conception habituelle des droits de l'homme : tandis que la Déclaration des droits de l'homme et du citoyen de 1789 subordonne les droits du citoyen aux droits de l'homme, Arendt montre au contraire que l'homme n'est protégé qu'en tant que citoyen. Ainsi, les apatrides et les réfugiés, dénués de toute protection étatique, sont les premières victimes de la violence de l'État terroriste.
L'historien Maurice Rajsfus montre comment la Gestapo, sur proposition du général SS Helmut Rötkhe, craignant les réactions de la population civile en 1943 — qui marque le tournant de la guerre, Pétain voyant un « vent mauvais » se lever —, notamment parce qu'elle veut que soient raflés non seulement les Juifs français, mais les Juifs de tout âge, y compris les enfants, essaie de convaincre Vichy de passer une loi de dénaturalisation qui révoquerait la citoyenneté des Juifs naturalisés après 1927 : c'est l'année durant laquelle la Troisième République a voté une loi instaurant définitivement le droit du sol. Les Juifs naturalisés après 1936 avaient déjà été déchus de la nationalité française. Les nazis comptent ainsi vaincre les réticences de la population française et du gouvernement de Vichy — la police de Bousquet, elle, leur est déjà acquise. En juillet 1943, les nazis veulent en effet déporter 10 000 Juifs, et, après les nombreuses rafles de 1942 (dont la rafle du Vel d'hiv), il leur faut innover. Le préfet de police Amédée Bussière renseigne donc Röthkhe en juin 1943 sur le nombre de naturalisations entre le 10 août 1927 et juin 1940 : 37 000 dans le département de la Seine, dont, selon ses estimations, « 25 % de Juifs ». Mais le plan de la Gestapo échoue. Pétain, en effet, refuse de contresigner le texte de loi élaboré par Laval, Bousquet, Darquier de Pellepoix et Gabolde le garde des Sceaux, sans doute en raison de l'évolution de l'opinion publique française, émue par le sort fait aux Juifs français ainsi qu'aux enfants juifs. La rafle de juillet 1943, devant trouver 10 000 Juifs, est ainsi reportée. L'historien Rajsfus note ainsi :

« Finalement, la loi sur la dénaturalisation des Juifs devenus Français après 1927 ne sera jamais promulguée. Ce qui n'empêchera pas la police et la gendarmerie française d'arrêter des Juifs, quelle que soit leur nationalité, jusqu'au mois d'août 1944. Six convois quitteront Drancy pour Auschwitz d'août à décembre 1943, et quatorze convois de janvier à août 1944. Soit environ 20 000 Juifs arrêtés et déportés durant cette période, dont approximativement 10 000 Juifs français de souche. Jusqu'à la dernière minute, la police française poursuivra sa coopération avec la Gestapo. Avec ou sans loi ! »

Quoi qu'il en soit, la Police aux questions juives, constituée de truands qui n'hésitent pas à voler les Juifs arrivant à Drancy, est mal vue de la police nationale dirigée par Bousquet. Ce dernier, qui espère aussi contrôler tous les organes répressifs de Vichy, obtient finalement par l'arrêté du 5 juillet 1942 — quelques jours à peine avant la rafle du Vel d'hiv — sa transmutation en Section d'enquête et de contrôle (SEC), qui reste rattachée au CGQJ de Darquier de Pellepoix. La PQJ, qui avait outrepassé ses attributions pour faire la chasse aux communistes et aux gaullistes, est ainsi privée de ses pouvoirs d'arrestation ou de perquisition. Comme chez les nazis, on constate ainsi une lutte de pouvoirs entre les différents responsables de Vichy et des forces de sécurité. Constituée de collaborationnistes acharnés, la SEC réprime en allant bien au-delà de la législation de Vichy, notamment des lois sur le Statut des Juifs, arrêtant au hasard dans la rue toute personne portant l'étoile jaune et se rendant coupable de multiples provocations policières. Jusqu'aux derniers instants de la guerre, ces miliciens resteront virulents contre les Juifs et le « spectre de la révolution ».

### Les «accords Bousquet-Oberg» (août 1942)
René Bousquet négocie en juillet 1942 avec les responsables de la police allemande un accord (connu sous le nom d'accords Bousquet-Oberg), officialisé par une déclaration d'Oberg, le 8 août 1942, devant tous les préfets régionaux. Le chef des SS reconnaît alors théoriquement l'« indépendance » de la police et de la gendarmerie nationales, qui, ne doivent plus être obligées de fournir des otages, ni des personnes arrêtées par les Français. Or, trois jours plus tard, à la suite de l'assassinat de huit Allemands, la police française doit livrer soixante-dix otages français, que les occupants exécutent — dont cinquante-sept arrêtés par les Français pour des délits d'opinion : distribution de tracts, aide aux évadés, suspicion de communisme….

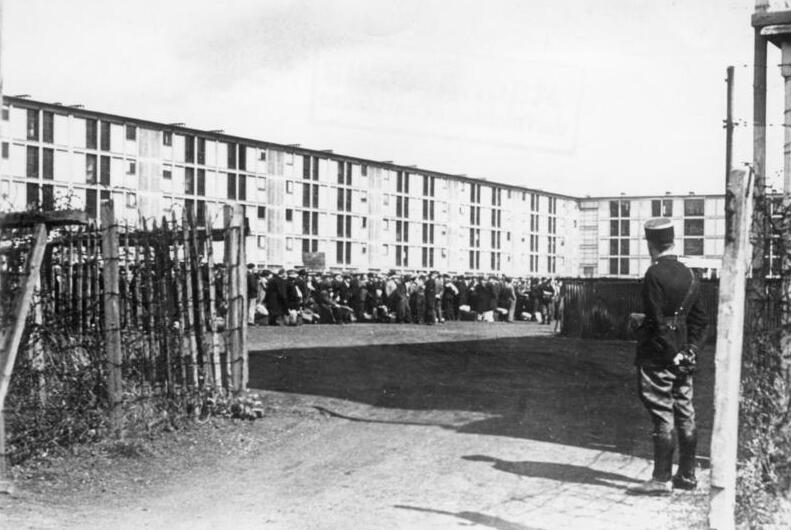
Camp de Drancy, août 1941.

Les accords Bousquet-Oberg aboutissent à ce qu'en 1942 ce soit la police française, et elle seule, qui prenne en charge les rafles de Juifs parqués avant la déportation vers les camps de la mort. Ce sont également les gendarmes français ainsi que les douanes qui prennent en charge, avec zèle, la garde du camp de Drancy. Les volontaires qui gardent les camps bénéficient d'ailleurs de toutes sortes de dédommagements et de privilèges. Selon le rapport Theodor Dannecker (du nom du chef de la Gestapo à Paris, représentant d'Adolf Eichmann en France), le « fichier Tulard », qui recense les Juifs, est obligeamment fourni par la préfecture de police de Paris au service IV J de la Gestapo, chargée de la question juive. Ce fichier permet par la suite nombre de rafles et d'arrestations, dont celles d'août 1941 dans le XIe arrondissement de Paris. Outre le « fichier Tulard », les nazis bénéficient, grâce à la préfecture de police, d'archives, voire de fichiers datant de 1938, quand après les décrets-lois Daladier, les commerçants et artisans étrangers avaient été recensés par types d'activité. Quelques années plus tard, écrit ainsi l'historien Maurice Rajsfus, il est facile de déceler d'éventuels Israélites dans certaines professions comme l'ameublement ou la confection, pour ne prendre que ces deux exemples. L'emploi des archives de la République au service des nazis ne fait là aucun doute ».

### La rafle du Vel'd'hiv et la mise en œuvre de la «Solution finale»
Les Allemands commencent à mettre en œuvre en France leur politique d'extermination massive des Juifs d'Europe dès mars 1942, où un convoi de déportés juifs quitte Compiègne, plaque tournante vers les camps d'extermination. Officiellement, il s'agit de les regrouper dans une région mal définie — on parle de la Pologne — que les Allemands auraient décidé de mettre à la disposition des Juifs. Parmi eux se trouvent des Juifs français, et le gouvernement de Vichy n'exprime pas de protestation. En zone occupée, les Juifs sont obligés de porter l'étoile jaune à partir de mai 1942 (mesure qui ne sera pas imposée en zone sud, même après son occupation militaire).
Le 2 juillet 1942, René Bousquet et Carl Oberg organisent la préparation de la rafle du Vel'd'hiv. En échange de l'ajournement des déportations de Juifs français — que les Allemands n'ont pourtant garanti par aucune promesse écrite ni même verbale —, René Bousquet propose de « faire arrêter les Juifs étrangers dans toute la France ». Cet engagement de René Bousquet à assurer l'exécution des rafles de Juifs étrangers sera approuvé, le 3 juillet, par Pierre Laval. 13 152 Juifs apatrides (3 118 hommes, 5 919 femmes et 4 115 enfants), sont arrêtés dans la nuit du 16 au 17 juillet 1942 par la police française, rassemblés au Vélodrome d'Hiver dans des conditions sordides, puis à Drancy, d'où ils sont acheminés vers les camps d'exterminations. De plus, 10 000 Juifs sont arrêtés par la police nationale dans la zone sud du 26 au 28 août.
Afin d'augmenter le rendement de la grande rafle prévue le 26 août 1942, Bousquet de sa propre initiative communique aux préfets de nouvelles instructions annulant les précédentes dispositions réglementaires, qui mettaient à l'abri des arrestations certaines catégories d'enfants. Désormais, ceux de moins de 18 ans et les pères et les mères ayant un enfant de moins de 5 ans ne sont plus épargnés. Le 22 août, il recommande aux préfets de sévir contre les fonctionnaires manquant de zèle.
Déçu par le résultat de la grande rafle, il écrit aux préfets le 30 août afin d'attirer leur attention sur cet écart sensible entre le nombre d'Israélites étrangers recensés et le nombre d'arrêtés. Il ordonne la poursuite et l'intensification des opérations de police en cours. Certains enfants, réfugiés dans des foyers après l'arrestation de leurs parents, le 26 août, sont ainsi récupérés par les policiers français et déportés en Allemagne.

### Autres rafles, attitude de la population civile et révocation de Bousquet
Si Laval et Pétain prétendent défendre les Juifs français, l'historien Maurice Rajsfus peut constater qu'« en ce printemps 1942, la répression contre les étrangers en général et les Juifs en particulier est bien plus vive en deçà de la ligne de démarcation. Près de 50 000 Juifs immigrés sont déjà parqués dans les camps de Vichy, sous la vigilante surveillance des gendarmes. Il y a des milliers d'enfants internés dans les camps de Gurs, Noé, Récébédou, Rivesaltes, Rieucros, etc. ».
Le 25 août 1942, René Bousquet fournit des cartes d'identité françaises à plus de deux cents policiers allemands, dont quelques membres de l'Abwehr, des policiers de la section IV J de la Gestapo, et des techniciens de la police d'ordre, et les autorisent à pénétrer en zone sud, afin qu'ils puissent y faire la chasse aux radios clandestines, interdites depuis le début de la guerre. Sous le commandement de Boemelburg, assisté de Rolf Mühler, le futur KdS de Marseille, ce groupe d'Allemands reçoit de la police française « un certain nombre de cartes d'identité françaises en blanc, ainsi que des permis de circuler pour leurs véhicules dispensant les occupants de justifier leur identité, de toute fouille, et priant les autorités françaises de leur prêter assistance en cas de besoin. Un officier français, le capitaine Deloges, spécialiste radio, fut adjoint à ce groupe ainsi que quatorze inspecteurs des brigades de surveillance du territoire. »

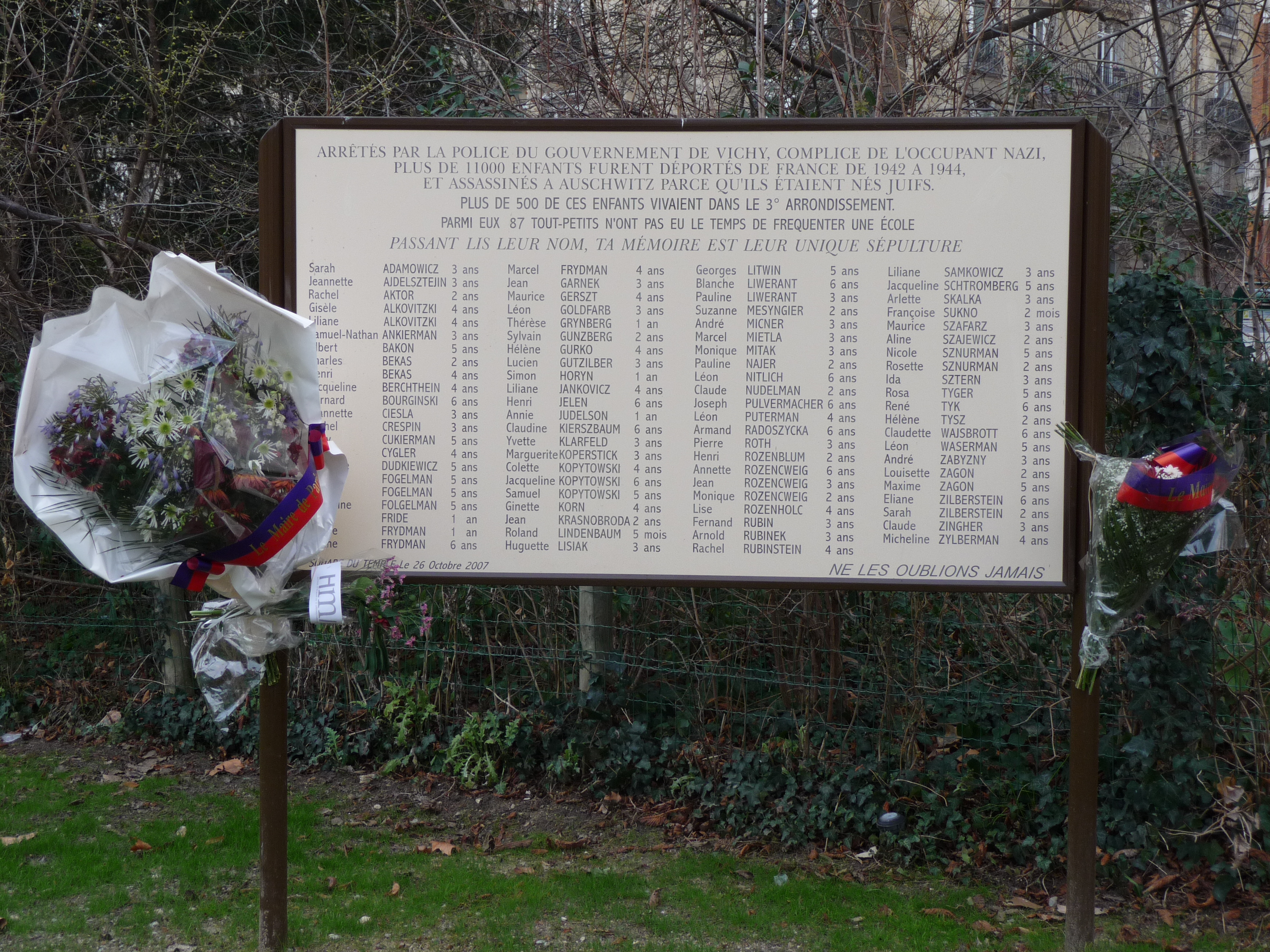
Janvier 2011: nouvelle plaque commémorative de la déportation des enfants juifs tout-petits, non encore scolarisés, de Paris 3e.

Malgré ces diverses opérations répressives, certains affirment[Qui ?] que les actions de la police en zone sud, dite « libre », seraient restées relativement discrètes jusqu'en novembre 1942. En effet, pendant cette période, la chasse aux dissidents n'aurait été que l'affaire des services de renseignements de la Marine et de l'Armée d'armistice — ce qui n'aurait pas empêché quelques éléments des services secrets de l'Armée de terre de tremper secrètement dans la Résistance[réf. nécessaire].
L'organisation du transport des Juifs étant décidée depuis Berlin avec notamment Adolf Eichmann, le « spécialiste », qui s'occupe de cette logistique ; il faut garder constamment pleins les camps de concentration français afin de pouvoir remplir à tout moment les trains réquisitionnés. Ainsi, le SS Rötkhe veut accélérer les rafles fin août 1942, car si le ministère des Transports du Reich lui a mis à disposition treize trains, aucun convoi n'a pu être mis en route de novembre 1942 à janvier 1943 à cause du manque de moyens de transport. Fin août 1942, ce sont donc 7 000 Juifs étrangers qui sont raflés et livrés aux Allemands en zone « libre », chiffre qui n'inclut pas les milliers de Juifs internés. Ainsi, la France est le seul pays d'Europe dans lequel des Juifs séjournant dans un territoire non occupé par les Allemands sont déportés. Sous l'autorité de la Gestapo, la police française, des pompiers et la troupe ont participé aux rafles de la fin août.
Sous prétexte de ne pas séparer les familles, Laval fait inclure dans les convois de déportation les enfants juifs de moins de 16 ans, ce qui n'avait pas été demandé par les nazis. Bousquet exécute la mesure, et renonce de lui-même à ne pas inclure les enfants de moins de 2 ans. Or les enfants sont déportés séparément de leurs parents par ses services, le plus souvent après avoir été arrachés à leurs mères dans les camps d'internement français. Aucun signe d'identité n'indique le nom et la famille des bébés et des jeunes enfants installés dans les convois séparés.

### L'opinion publique
Les deux séries de mesures antijuives, celles d'octobre 1940 et de juin 1941, ne soulèvent pas de protestations de la part des autorités religieuses qui restent le plus fidèle soutien du régime. À peine le cardinal Gerlier primat des Gaules a-t-il remis au chef de l'État, en septembre 1941 une note exprimant des réserves sur la politique antisémite. Son homologue protestant, le pasteur Boegner, a adressé une lettre personnelle à l'amiral Darlan un peu plus tôt, en mars 1941. De même, les conditions très dures d'internement des Juifs étrangers n'émeuvent guère l'opinion publique. Seules quelques organisations charitables, catholiques, juives ou protestantes (comme la CIMADE), se préoccuppent de porter secours aux internés des camps de Gurs, Noé, du Récébédou, etc. À la suite des rafles de l'été 1942, quelques évêques et cardinaux protestent mais René Bousquet les fait taire en menaçant de supprimer leurs subventions et les privilèges fiscaux des écoles catholiques. Cette argumentation sera reprise directement par Laval.
Pourtant, à partir de la mi-1942, on assiste à un revirement de l'opinion publique. Le port de l'étoile jaune suscite la réprobation de beaucoup de Français ainsi qu'une nouvelle protestation du pasteur Boegner. Ce sont enfin les rafles de l'été 1942 qui provoquent un tournant décisif. Non seulement parmi les chrétiens de base, mais également parmi la hiérarchie catholique. En plus de démarches confidentielles, cinq prélats catholiques de la zone sud font connaître publiquement, en chaire, leur désapprobation. La protestation la plus célèbre est celle de Mgr Jules Saliège, archevêque de Toulouse, dont la lettre est lue en chaire le 23 août. Certains membres des institutions religieuses, catholiques, protestantes ou juives jouent un rôle de premier plan pour l'accueil, la production de faux papiers et l'organisation de filières d'évasion. Une partie des 225 000 Juifs qui ont réussi à échapper à la déportation bénéficie du silence, de la complicité ou de l'aide active d'un très grand nombre de Français qui sont restés, pour la plupart anonymes. Beaucoup de couvents et d'abbayes accueillent des Juifs. Les protestants aussi, très minoritaires en France se montrent souvent d'une grande détermination dans ce sauvetage. À l'initiative du pasteur André Trocmé et de sa femme Magda, Le Chambon-sur-Lignon, en Haute-Loire, mais aussi plusieurs autres villages de la région, accueillent de 1941 à 1944 pour des périodes plus ou moins longues, un total de 2 500 Juifs.
Dorénavant, Laval et Bousquet mettent en avant l'opposition de l'Église dans les pourparlers avec Oberg pour réduire l'implication de la police française dans le processus de déportations des Juifs français — le sort des Juifs étrangers ne les émeut guère. Selon les mots du célèbre « chasseur de nazis » Serge Klarsfeld, « la fin de cette coopération massive ne se situe pas en 1943… mais en septembre 1942 ». Ce tournant, cependant, ne veut pas dire arrêt : la police française, toujours sous les ordres de Bousquet, arrête dans la région parisienne 700 personnes en octobre, 600 en novembre et 835 en décembre, dont la plupart sont françaises.
En septembre 1942, René Bousquet reçoit un message du Consistoire central « expliquant qu'il a été établi par des informations précises et concordantes que plusieurs centaines de milliers d'Israélites ont été massacrés en Europe Orientale ou y sont morts à la suite de mauvais traitements. » Il ne semble pas y avoir réagi d'aucune manière.

## De l'occupation de la zone sud à la Libération
À la suite du débarquement en Afrique du Nord, les Allemands envahissent la zone sud en novembre 1942. Aussitôt, un Höherer SS und Polizeiführer s'installe dans toutes les préfectures pour développer ses activités antijuives. Formellement décidée lors de la Conférence de Wannsee du 20 janvier 1942, la mise en œuvre de la « Solution finale » s'accélère ; Vichy ne parvient plus guère à défendre sa souveraineté au sujet des Juifs français. Lors de la rafle de Marseille, en janvier 1943, 1 600 immeubles du Vieux-Port sont dynamités et 2 000 Juifs, français et étrangers, arrêtés par la police française.
De novembre 1942 à septembre 1943, la zone d'occupation italienne, à savoir les deux départements de la Savoie et surtout les Alpes-Maritimes, devient le dernier refuge pour les Juifs. On en trouve près de 30 000, en septembre 1943 dans ce qui s'avèrera être une souricière lorsque les Allemands envahissent la zone après la capitulation de l'Italie. Sous la conduite d'Alois Brunner, la police allemande et une unité de Waffen-SS ratissent alors les trois départements, mais faute d'un appui suffisant des autorités françaises, l'opération n'aboutit qu'à l'arrestation de 2 000 Juifs, déportés à Drancy puis à Auschwitz.
Le SS Lischka, proche collaborateur du chef de la Gestapo Knochen, informe le 24 février 1943 l'Office central de sécurité du Reich à Berlin de « l'avancement de la Solution finale de la question juive en France ». Tandis que la police française vient d'arrêter 2 000 Juifs, il s'énerve du refus des forces d'occupation italiennes de relayer la répression raciale dans le Sud-Est. Ainsi, il écrit :

« Dans la circonscription de Grenoble, cent de ces Juifs ont été arrêtés par la police française afin de nous être livrés. Mais les Italiens ont protesté et refusé la livraison de ces Juifs en arguant que les Juifs capturés étaient considérés comme bloqués. Le chef de cabinet du délégué de la police française dans la zone anciennement non occupée m'a dit que la position des Italiens était incompréhensible à la police française puisque aucun Juif de nationalité italienne n'avait été pris. »

Bousquet louvoie ainsi entre les instructions de Pétain, qui ne comprend pourquoi des Juifs français sont raflés alors qu'il reste des Juifs étrangers en France, et celles de la Gestapo qui ne comprend pas pourquoi Pétain tente de défendre ses nationaux. Quoi qu'il en soit, la police de Bousquet est bien aux ordres de la Gestapo, malgré les velléités d'indépendance de son chef.
En avril 1943, Bousquet rencontre Heinrich Himmler durant plus de cinq heures, lequel se déclare « impressionné par la personnalité de Bousquet » et le qualifie de « collaborateur précieux dans le cadre de la collaboration policière ». Parallèlement, René Bousquet joue un rôle essentiel de conseiller auprès de Pierre Laval au côté de Jean Jardin et Charles Rochat, le secrétaire général du Quai d'Orsay. Le chef du gouvernement lui fait souvent lire ses discours.
Le 2 décembre 1943, l'artisan du rapprochement entre certains radicaux et Laval, Maurice Sarraut, est assassiné par des miliciens. René Bousquet fait alors de leur arrestation une affaire personnelle, mais la Milice de Darnand et les collaborationnistes demandent à Berlin sa révocation. Après avoir ordonné quelques libérations et détruit ses archives, Bousquet démissionne le 31 décembre 1943. Il est remplacé par Joseph Darnand, le chef de la Milice, avant de s'enfuir pour l'Allemagne.
Si Bousquet est un technocrate opportuniste, méprisant certes les Juifs, Darnand partage profondément l'idéologie nazie. Une lettre de Max Knipping, adjoint de Darnand et chef de la Milice en zone nord, adressée au SS Knochen, le 7 mars 1944, propose ainsi de ne pas seulement recenser tous les Juifs du département de la Seine, mais tous ceux de la zone nord, témoignant de sa fébrilité à devancer les ordres des nazis. Ainsi, si la fin de la collaboration massive se situe en septembre 1942 selon Serge Klarsfeld, elle n'en continue pas moins jusqu'à la fin de la guerre. Les Juifs, néanmoins, se font plus rares, et davantage méfiants, beaucoup s'enfuyant ainsi pour la zone d'occupation italienne, ou se réfugiant dans les zones frontalières montagneuses. Mais désormais, tous les Juifs sont des cibles légales pour les nazis, quel que soit leur âge, leur nationalité ou leur état physique. Le SS Knochen écrit ainsi, au printemps 1944: « Toutes les personnes qui, d'après la loi, sont considérées comme juives, doivent être arrêtées, sans tenir compte de la nationalité ou autres circonstances. […] Les parents, les enfants, les enfants mariés, les frères et sœurs mariés, les enfants en bas âge qui se trouvent dans les foyers sont également à inclure dans les actions ». L'historien Maurice Rajsfus constate ainsi :

« Et la police française exécute ces consignes ultimes car la Gestapo ne dispose pas du personnel nécessaire pour conduire ces « actions ». Les grandes manœuvres vont bientôt se terminer. Policiers et gendarmes, jusque dans les derniers jours de juillet 1944 et même parfois dans les premiers jours d'août, continuent à arrêter des Juifs — étrangers ou français — par petits groupes, souvent dans l'est de la France. Ils procèdent seuls ou parfois en compagnie d'éléments de la Feldgendarmerie. Les Alliés ont débarqué le 6 juin 1944 sur les plages de Normandie mais la consigne doit être respectée. Jusqu'au bout, il n'y aura pas de refus d'exécution des ordres reçus. »

À partir de l'été 1943, la lutte de la police contre les résistants est complétée puis surpassée en 1944 par l'action de la Milice de Darnand, notamment contre les maquis.

## Les principaux policiers collaborateurs
- commissaire Poinsot Pierre Napoléon, nommé à Bordeaux de 1938 à 1945, spécialiste de la chasse aux Juifs, Communistes et Résistants. Condamné à mort[31],[32].
- commissaire Bizoire, succède à Tissot à la 3e section de la DCRG
- commissaire Brune
- Amédée Bussière, préfet de police du département de la Seine
- commissaire David (Brigades spéciales)
- Jean Dides, inspecteur principal à la Direction centrale des Renseignements généraux, 5e section (chargée de la répression des résistants étrangers)
- directeur de préfecture François
- Marcel Hasquenoph, inspecteur des RG entré dans la police en 1942, révoqué en 1945
- Émile Hennequin, directeur de la police municipale de Paris
- commissaire Lang (succède à Lantheaume à la 3e section à la DCRG)
- commissaire divisionnaire Lefebvre (PJ)
- commissaire principal Oudart (DCRG)
- commissaire Charles Gillard, chef de la section anti-terroriste de Vichy, spécialement détaché avec son équipe à Toulouse. A été promu à la Brigade des stupéfiants à la Libération.
- Lucien Piednoir, présenté un temps comme un collaborateur, il fut un résistant précoce et fidèle, proche d'Armand Fournet, dernier chef du réseau « L'Honneur de la police », cofinancé par Joseph Joanovici, condamné pour collaboration économique après la guerre. Fournet et Piednoir seront révoqués pour avoir alerté Joinovici de l'enquête à son sujet. Ni Piednoir ni Fournet ne furent jamais des collaborateurs. Sont révoqués aussi Yves Bayet, l'un des dirigeants du NAP-police, qui aurait été lié avec le SPAC (Service de police anticommuniste), alors qu'il était sous-préfet à Nantes ; le directeur de la police générale, Redon, celui de la PJ, Desvaux, et le commissaire Poulzelgues, qui a fait disparaître des documents comptables compromettants pour Joseph Joanovici[33]). Ni Redon ni Desveaux ni Poulzelgues ne sont apparus à ce jour comme ayant été collaborateurs (cf. les Archives de la Préfecture de Police), tout au contraire.
- commissaire Permilleux, jugé et blanchi après le témoignage de plusieurs Juifs[réf. souhaitée]
- Inspecteur principal adjoint Sadowski (dirige la section juive de la DCRG)
- commissaire Schweblin, directeur de la police antijuive
- commissaire Tissot (succède à Lang à la 3e section de la DCRG)
- André Tulard, responsable du « fichier juif » à la préfecture de police de Paris

## Chronologie
- 22 juillet 1940 : création par Raphaël Alibert, ministre de la Justice, d'une commission de révision des 500 000 naturalisations prononcées depuis 1927. Retrait de la nationalité pour 15 000 personnes dont 40 % de Juifs.
- dès juillet 1940 : les Allemands expulsent plus de 20 000 Juifs alsaciens-lorrains vers la zone sud.
- 27 septembre 1940 : zone occupée : recensement des Juifs (« fichier Tulard »), écriteau « Juif » sur les magasins tenus par des Juifs.
- 27 septembre 1940 : une loi de Vichy permet d'interner tout étranger « en surnombre dans l'économie française » dans les « groupements de travailleurs étrangers »
- 3 octobre 1940 : premier statut des Juifs. Les citoyens juifs sont exclus de la fonction publique, de l'armée, de l'enseignement, de la presse, de la radio et du cinéma. Les Juifs « en surnombre » sont exclus des professions libérales.
- 4 octobre 1940 : les préfets peuvent interner les étrangers « de race juive » dans des « camps spéciaux » ou les assigner à résidence.
- 7 octobre 1940 : abrogation du décret Crémieux de 1871. La citoyenneté française est donc retirée aux Juifs d'Algérie.
- 18 octobre 1940 : zone occupée : « aryanisation » des entreprises.
- 29 mars 1941 : création du Commissariat général aux questions juives (CGQJ). Xavier Vallat premier commissaire.
- 13 mai 1941 : zone occupée : premières rafles de Juifs étrangers, organisées par la préfecture de police de Paris avec l'accord de la délégation générale du gouvernement de Vichy dans la zone occupée et sur demande des autorités d'occupation : 3 747 (sur 6 494 convoqués par la préfecture de police) sont parqués dans les camps de Pithiviers et Beaune-la-Rolande, sous administration française[34].
- 2 juin 1941 : deuxième statut des Juifs : par rapport au premier statut, durcissement de la définition du Juif, allongement des interdictions professionnelles, numerus clausus à l'Université (3 %), et les professions libérales (2 %). Les Juifs sont obligés de se faire recenser en zone libre.
- 21 juillet 1941 : « aryanisation » des entreprises en « zone libre ».
- 20 août 1941 : zone occupée : rafle du XIe arrondissement de Paris : internement de 3 200 Juifs étrangers et 1 000 Juifs français dans divers camps dont celui de Drancy.
- décembre 1941 : zone occupée : 740 Juifs français membres des professions libérales et intellectuelles sont internés à Compiègne.
- janvier 1942 : conférence de Wannsee : les officiels nazis définissent les modalités pratiques de la « Solution finale », c'est-à-dire l'extermination complète des Juifs d'Europe, enfants compris.
- 27 mars 1942 : le premier convoi de Juifs déportés quitte Compiègne (Frontstalag 122), en direction d'un camp d'extermination.
- 18 avril 1942 : Pierre Laval redevient "chef du Gouvernement" et ministre de l'Intérieur ; René Bousquet est nommé secrétaire général de la police.
- 29 mai 1942 : zone occupée : port de l'étoile jaune obligatoire (application le 7 juin).
- 6 mai 1942 : Reinhard Heydrich, chef de la SIPO-SD, adjoint d'Heinrich Himmler, venu installer Oberg à Paris, rencontre Bousquet. L'entrevue jette les bases d'un accord de principe engageant la collaboration de la police française en échange de son autonomie[35].
- 18 juin au 8 août 1942 : négociation des accords Bousquet-Oberg pour la collaboration des polices françaises et allemandes, officialisés le 8 août par une déclaration d'Oberg aux préfets régionaux de la zone occupée[35].
- 16-17 juillet 1942 : rafle du Vel' d'hiv à Paris, arrestation de 13 152 Juifs apatrides (en fait, de nationalité indéterminée, 3 118 hommes, 5 919 femmes et 4 115 enfants)[22],[23].
- 18 juillet 1942 : rafle de Bordeaux : 1er convoi de 170 Juifs transférés du Camp de Mérignac à celui de Drancy puis à Auschwitz.
- 26 août 1942 : rafle de Bordeaux : 2e convoi de 438 Juifs transférés du Camp de Mérignac à celui de Drancy puis à Auschwitz.
- 26-28 août 1942 : zone libre : série de rafles aboutissant à la déportation de 7 000 personnes.
- 21 septembre 1942 : rafle de Bordeaux : 3e convoi de 71 Juifs transférés du Camp de Mérignac à celui de Drancy puis à Auschwitz.
- 26 octobre 1942 : rafle de Bordeaux : 4e convoi de 128 Juifs transférés du Camp de Mérignac à celui de Drancy puis à Auschwitz.
- janvier 1943 : rafle de Marseille : destruction du Vieux-Port et rafles par les forces de l'ordre françaises. Près de 2 000 Marseillais arrêtés et déportés. Le Petit Marseillais du 30 janvier 1943 écrit : « Précisons que les opérations d'évacuation du quartier Nord du Vieux-Port ont été effectuées exclusivement par la police française et qu'elles n'ont donné lieu à aucun incident ».
- février 1943 : rafle de Lyon dans les locaux de l'UGIF (Union générale des israélites de France).
- 2 février 1943 : rafle de Bordeaux : 5e convoi de 97 Juifs transférés du Camp de Mérignac à celui de Drancy puis à Auschwitz.
- Avril 1943 : rafles de Nîmes et d'Avignon.
- 8 juin 1943 : rafle de Bordeaux : 6e convoi de 34 Juifs transférés du Camp de Mérignac à celui de Drancy puis à Auschwitz.
- 3 juillet 1943 : les SS prennent en charge le camp de Drancy, jusque-là administré par les forces de l'ordre françaises. Selon Maurice Rajsfus, « les conditions d'hygiène y seront sensiblement améliorées… »[36].
- Septembre 1943 : rafles de Nice et de l'arrière-pays niçois
- 8 septembre 1943 : capitulation de l'Italie conduisant à l'occupation de la zone italienne (Nice) jusqu'alors épargnée par les rafles.
- 25 novembre 1943 : rafle de Bordeaux : 7e convoi de 87 Juifs transférés du Camp de Mérignac à celui de Drancy puis à Auschwitz.
- 30 décembre 1943 : rafle de Bordeaux : 8e convoi de 132 Juifs  transférés du Camp de Mérignac à celui de Drancy puis à Auschwitz.
- 12 janvier 1944 : rafle de Bordeaux : 9e convoi de 366 Juifs transférés du Camp de Mérignac à celui de Drancy puis à Auschwitz.
- 13 mai 1944 : rafle de Bordeaux : 10e convoi de 62 Juifs transférés du Camp de Mérignac à celui de Drancy puis à Auschwitz.
- août 1944 : dernier convoi de déportation depuis Clermont-Ferrand.

### Sources primaires
- Roger Belbéoch et Vincent Brocvielle (postface Jean-Marc Berlière), Je n'ai fait que mon devoir : 1940-1944, un Juste dans les rangs de la police, Paris, éditions Robert Laffont, 2007, 149 p. (ISBN 978-2-221-10844-4).
- Louis Sadosky, édition critique établie et présentée par Laurent Joly, Berlin, 1942. Chronique d'une détention par la Gestapo, CNRS Éditions, 2009, [compte-rendu en ligne].